# Eray Cömert
Pour les articles homonymes, voir Comert.
Eray Ervin Cömert, abrégé Eray Cömert, né le 4 février 1998 à Rheinfelden, est un footballeur international suisse, possédant également la nationalité turque. Il évolue au poste de défenseur central au Valence CF.

## Biographie

### En club

#### FC Bâle (2016-2022) et prêts au FC Lugano (2017) et au FC Sion (2017-2018)
Eray Cömert joue son premier match avec le FC Bâle le 10 février 2015, lors d'une victoire contre le FC Zurich.
Il participe à la phase finale de la Ligue Europa lors de la saison 2019-2020.
En janvier 2021, le FC Bâle annonce son départ du club après 6 saisons, il rejoint le Championnat d'Espagne.

#### FC Valence (depuis 2022)
Le 25 janvier 2022, il est annoncé qu'il quitte le FC Bâle pour rejoindre le Valencia Club de Fútbol où il a signé un contrat jusqu'au 30 juin 2026,. Le montant du transfert est estimé à 800 000 euros.

##### Prêt au FC Nantes (2023-2024)
En août 2023, le FC Valence annonce son prêt au FC Nantes jusqu'au terme de la saison, juin 2024,.
En mai 2024, il annonce son départ du club français,.

##### Prêt au Real Valladolid (2024-2025)
Le 11 juillet 2024, le FC Valence annonce son prêt pour la saison prochaine dans un club espagnol promu en La Liga, le Real Valladolid.

### En équipe nationale
Avec les espoirs, il inscrit deux buts lors des éliminatoires de l'Euro espoirs 2019, contre le Portugal et le Liechtenstein.
Le 5 septembre 2019, il figure pour la première fois sur le banc des remplaçants de l'équipe nationale A, mais sans entrer en jeu, lors d'une rencontre face à l'Irlande rentrant dans le cadre des éliminatoires de l'Euro 2020 (score : 1-1). Il débute finalement en équipe nationale A le 18 novembre 2019, en entrant en cours de partie face à Gibraltar lors des éliminatoires du championnat d'Europe (victoire 1-6).
Deux ans plus tard, il est convoqué avec la Suisse pour disputer l'Euro 2020, les suisses iront jusqu'en quarts-de-finale éliminés par l'Espagne aux tirs au but.
Le 9 novembre 2022, il est sélectionné par Murat Yakın pour participer à la Coupe du monde 2022.

## Statistiques
| Saison                | Club                  | Championnat           | Championnat | Championnat | Coupe(s) nationale(s) | Coupe(s) nationale(s) | Supercoupe | Supercoupe | Compétition(s) continentale(s) | Compétition(s) continentale(s) | Compétition(s) continentale(s) | Total | Total |
| Saison                | Club                  | Division              | M.          | B.          | M.                    | B.                    | M.         | B.         | Comp.                          | M.                             | B.                             | M.    | B.    |
| 2015-2016             | FC Bâle               | 1                     | 5           | 0           | 0                     | 0                     | -          | -          | C3                             | 0                              | 0                              | 5     | 0     |
| 2016-2017             | FC Bâle               | 1                     | 0           | 0           | 2                     | 0                     | -          | -          | C1                             | 0                              | 0                              | 2     | 0     |
| 2018-2019             | FC Bâle               | 1                     | 24          | 1           | 2                     | 0                     | -          | -          | C1+C3                          | 1+4                            | 0+1                            | 31    | 2     |
| 2019-2020             | FC Bâle               | 1                     | 33          | 2           | 3                     | 0                     | -          | -          | C1+C3                          | 4+10                           | 1+0                            | 50    | 3     |
| 2020-2021             | FC Bâle               | 1                     | 30          | 1           | 0                     | 0                     | -          | -          | C3                             | 3                              | 0                              | 33    | 1     |
| 2021-2022             | FC Bâle               | 1                     | 9           | 1           | 2                     | 0                     | -          | -          | C4                             | 8                              | 0                              | 19    | 1     |
| Sous-total            | Sous-total            | Sous-total            | 101         | 5           | 9                     | 0                     | -          | -          | -                              | 30                             | 2                              | 140   | 7     |
| 2016-2017             | FC Lugano (prêt)      | 1                     | 12          | 0           | -                     | -                     | -          | -          | -                              | -                              | -                              | 12    | 0     |
| Sous-total            | Sous-total            | Sous-total            | 12          | 0           | 0                     | 0                     | -          | -          | -                              | -                              | -                              | 12    | 0     |
| 2017-2018             | FC Sion (prêt)        | 1                     | 12          | 0           | 0                     | 0                     | -          | -          | C3                             | 0                              | 0                              | 12    | 0     |
| Sous-total            | Sous-total            | Sous-total            | 12          | 0           | 0                     | 0                     | -          | -          | -                              | -                              | -                              | 12    | 0     |
| 2021-2022             | Valence CF            | 1                     | 8           | 0           | 1                     | 0                     | -          | -          | -                              | -                              | -                              | 9     | 0     |
| 2022-2023             | Valence CF            | 1                     | 23          | 1           | 1                     | 0                     | 1          | 0          | -                              | -                              | -                              | 25    | 1     |
| Sous-total            | Sous-total            | Sous-total            | 31          | 1           | 2                     | 0                     | 1          | 0          | -                              | -                              | -                              | 34    | 1     |
| 2023-2024             | FC Nantes (prêt)      | 1                     | 17          | 1           | 2                     | 0                     | -          | -          | -                              | -                              | -                              | 19    | 1     |
| Sous-total            | Sous-total            | Sous-total            | 17          | 1           | 2                     | 0                     | -          | -          | -                              | -                              | -                              | 19    | 1     |
| Total sur la carrière | Total sur la carrière | Total sur la carrière | 173         | 7           | 13                    | 0                     | 1          | 0          | -                              | 30                             | 2                              | 217   | 9     |

## Palmarès
Il remporte le championnat de Suisse en 2015-2016 avec le FC Bâle.